# Digital Mobile Radio
Digital mobile radio (DMR) je otevřený standard pro profesionální digitální radiostanice specifikovaný standardem Evropského telekomunikačního standardizačního institutu (ETSI). Standard má označení TS 102 361 a používá se pro výrobky prodávané po celém světě.

## Specifikace
DMR standard pracuje na kanálech se standardní šířkou 12,5 kHz, které jsou běžně používané v mobilních radiových sítích. Na rozdíl od jiných digitálních technologií např. systému TETRA DMR radiostanice mohou pracovat i v analogovém režimu a mohou pracovat v běžných analogových radiových sítích a jsou proto vhodné k postupné náhradě původní radiové sítě. DMR protokol využívá pro přístup ke kanálu dvou slotový časový multiplex TDMA podobně jako například GSM sítě. TDMA časově rozdělí kanál na dva sloty, pro každý slot je vyhrazen časový úsek 30 ms, každý slot má 1,5 ms ochranný čas. Časový multiplex TDMA rozděluje přenosový kanál podle času do řady relací. Řada hlasových kanálů je připojena do fyzického kanálu a přiřazuje se jim čas v přesně stanoveném pořadí. Využitím tohoto přístupu se zdvojnásobí kapacita radiové sítě proti standardnímu FDMA kanálu.

## DMR úrovně standardu
DMR standard je rozdělen do tří úrovní – Tier I až Tier III.

### DMR Tier I
Produkty DMR Tier I jsou určeny k volnému bezlicenčnímu použití v pásmu 446 MHz. Tato část standardu poskytuje řešení pro uživatelské aplikace s nízkým výkonem do 0,5 W. Zatím nebylo na trh uvedeno žádné řešení podle Tier I.

### DMR Tier II
Úroveň DMR Tier II pokrývá licencované konvenční systémy s mobilními a ručními radiostanicemi v pásmech od 66 do 960 MHz. Tier II je zaměřeno na uživatele, kteří potřebují spektrální efektivitu, pokročilé hlasové funkce a integrované IP datové služby v licencovaném pásmu s vysokým VF výkonem. DMR Tier II specifikuje dva TDMA sloty v 12,5 kHz kanálu. Kompletní řešení pro DMR Tier II nabízí Hytera, Motorola a KIRISUN.

### DMR Tier III
DMR Tier III pokrývá trunkové řešení v licencovaných pásmech 66–960 MHz. Tier III standard specifikuje stejně jako Tier II dva TDMA sloty pro 12,5 kHz kanál. Tier III podporuje hlasové služby a přenos krátkých textových zpráv podobně jako standard MPT-1327 se zabudovanými 128 znakovými stavovými zprávami a krátkými zprávami s délkou dat do 288 bitů v různých formátech. Také podporuje paketové datové služby v různých formátech včetně podpory pro IPv4 a IPv6. Řešení pro standard Tier III budou uvedeny na trh v tomto roce.[kdy?]

## Hlavní výhody DMR
- Lepší využití kanálu v jednom standardním 12,5 kHz kanálu mohou současně probíhat dva hovory. DMR Hytera tuto možnost nabízí i pro hovory s simplexním DMO režimu bez převaděče.
- Digitální kvalita hovoru s širším pokrytím. Pokrytí (dosah) DMR je přibližně stejné jako u analogových radiových sítí, ale DMR poskytuje v celém dosahu sítě digitální kvalitu hovoru bez šumů známých z analogových radiostanic.
- Zpětná kompatibilita s analogovými radiovými sítěmi. DMR radiostanice mohou pracovat jak v digitálním tak analogovém režimu. DMR Hytera podporují i běžné analogové selektivní standardy Select V a HDC1200.
- Nižší cena infrastruktury při srovnatelné kapacitě radiové sítě.
- Vysoká úroveň zabezpečení. Např. DMR Hytera podporují standardně až 256bitové šifrování.
- GPS sledování polohy radiostanic. DMR radiostanice umožňují přenášet informace o poloze jednotlivých radiostanic a zobrazovat je dispečerském systému SafeSyt nebo SmartDispatch.
- Možnost propojení převaděčů pomocí počítačové sítě, které umožňuje pokrytí rozsáhlého území. Pro uživatele se systém chová jako jedna radiová síť.
- O 40 % delší výdrž ručních radiostanic při provozu z akumulátoru díky využití TDMA.
- Přenos textových zpráv a integrované datové funkce.
- Nadstandardní funkce selektivního a nouzového volání.

## DMR asociace
V roce 2005 bylo vytvořeno memorandum o porozumění (MOU), které podepsali potenciální dodavatelé DMR produktů pro vytvoření společného standardu a interoperability.